# Губошовце
Губошовце (словац. Hubošovce) — село в Словаччині, Сабинівському окрузі Пряшівського краю.
Уперше згадується у 1435 році.
У селі є римо—католицький костел з 1700–1766 рр. в стилі бароко.

## Географія
Розташоване в північно-східній частині Словаччини в північно-східній частині Шариської височини в долині потока Дзіков.

## Населення
| Рік:            | 1994. | 2004.   | 2014.    | 2024.   |
| --------------- | ----- | ------- | -------- | ------- |
| Кількість осіб: | 409   | 421     | 512      | 535     |
| Різниця:        |       | +2,93 % | +21,61 % | +4,49 % |

| Рік:            | 2023. | 2024.   |
| --------------- | ----- | ------- |
| Кількість осіб: | 523   | 535     |
| Різниця:        |       | +2,29 % |

У селі проживає 430 осіб.
Національний склад населення (за даними останнього перепису населення — 2001 року):
- словаки — 99,77 %.

Склад населення за приналежністю до релігії станом на 2001 рік:
- римо-католики — 99,08 %,
- греко-католики — 0,46 %,
- православні — 0,23 %,
- не вважають себе вірянами або не належать до жодної вищезгаданої конфесії — 0,23 %.